# Parc naturel marin d'Iroise
Pour les articles homonymes, voir Iroise.
Le parc naturel marin d’Iroise est le premier parc naturel marin français.
Créé en 2007 après plusieurs années de concertation et de débat, il permet une meilleure gestion du domaine maritime de la mer d'Iroise, en vue de la préservation et du développement durable de cet espace exceptionnel.

## Richesses environnementales de la mer d'Iroise
Cet espace maritime est réputé pour la richesse de sa flore et de sa faune. Riche en plancton, l'Iroise est connue pour être le plus grand champ d'algues marines en Europe, avec plus de 300 espèces.
Elle accueille plus de 120 espèces de poissons différentes. C'est un espace privilégié pour la lotte, le tourteau, le homard et la langouste. Le quart de la population française de mammifères marins y réside, avec des colonies de phoques gris ou de grands dauphins. On recense également de nombreux oiseaux marins protégées comme : le goéland marin, l'océanite tempête, le puffin des anglais et des  sternes.
En septembre 2023, des agents du Parc naturel marin d’Iroise ont observé une baleine à bosse près du Cap de la Chèvre, en Baie de Douarnenez. Rares sur le territoire, ces rencontres pourraient devenir de plus en plus fréquentes.

## Historique de la création du parc
- 1989-1990 : Lors de l'inauguration de la réserve de biosphère d'Iroise - label de l'UNESCO attribué à Ouessant et à l'archipel de Molène, par le Ministre de l'environnement, l'idée de créer en mer d'Iroise un parc national marin est émise.
- 1996 : Création d'une « mission » à Brest pour monter le projet.
- 1998-1999 : Mise en place d'Études socio-économiques et scientifiques du projet, avec confirmation de la richesse du patrimoine naturel, et de la fragilité des activités locales, notamment sur les îles habitées et pour les pêches maritimes.
- 2000-2001 : Consultations des 34 communes concernées et des socio-professionnels de la zone d'étude avec avis du territoire globalement positif. Avis favorable du Conseil national de la protection de la nature (CNPN).
- 2001 : Approbation du projet par l'arrêté de prise en considération, signé par le Premier ministre.
- mai 2002: création de l'« association de défense et de valorisation des îles et du littoral de la mer d'Iroise » (ADVILI), menée par Albert Cam et Bernard Le Bihan.
- 2003: création en réaction de l’« association pour la création du parc naturel marin d’Iroise » (APCPNMI) pour soutenir le projet de parc, avec l’appui de l'association Longitude 181 Nature.
- 2003 : Consultations locales aboutissant à des propositions d'orientations.
- 2004 : Révision de la loi sur les parcs nationaux.
- 2004 : L'association d'opposants ADVILI dépose au Parlement européen une pétition comportant 7300 signatures et « demande que la communauté européenne exige du gouvernement français qu'il renonce au projet de parc naturel marin d'Iroise, au profit de structures développées régionalement comme le parc régional d'Armorique et les sites NATURA 2000 avec des implications fortes de ses habitants comme cela est le cas actuellement[4]. » La communauté européenne répond « En conclusion, la Commission ne dispose pas d'éléments lui permettant de conclure que l'adoption du décret portant création du PNMI constituerait une violation de l'article 8 de la Convention d'Aarhus ni que l'élaboration du plan de gestion du PNMI se fera en violation de l'article 7 de ladite convention[5]. »
- 2005 : Abandon du projet de parc national pour un parc naturel marin. Le concept de parc naturel marin est moins contraignant car il exclut les zones périphériques côtières. Seul l’espace marin est classé; un parc naturel marin doit équilibrer ses actions autour de trois principes: l’acquisition et la diffusion de la connaissance sur l'environnement marin, la protection de cet environnement et le soutien aux activités économiques durables dépendantes de la mer[6].
- 2006 : Parution de la loi au journal officiel permettant la création des parcs naturels marins, et enquête publique du 20 novembre au 20 décembre[7].
- 28 février 2007 : La commission d'enquête publique, donne concernant le projet de création du parc naturel marin d'Iroise, un « avis favorable » mais assorti de trois réserves formelles.
- 2007 : Création par un décret signé le 29 juin 2007[8]  par le Ministre de l’écologie, du développement et de l’aménagement durables, Jean-Louis Borloo, et publié au Journal officiel le 2 octobre 2007 après sa signature par le Premier Ministre, François Fillon[9].
- 12 novembre 2007 : L'association d'opposants ADVILI dépose une requête en Conseil d'État pour abus de pouvoir et demande l'annulation du décret de création[1]
- 27 novembre 2007: Jean-Yves Cozan, conseiller général d’Ouessant, dépose également une requête en Conseil d'État[10]
- 26 janvier 2009: le Conseil d’État rejette la requête de l’ADVILI, en raison de l’incompétence de son conseil d’administration à former une action en justice en son nom[11]
- 23 février 2009: rejet de la requête de Jean-Yves Cozan, soulignant que les réserves de la commission d’enquête n’impliquent en rien l’irrégularité de la procédure et qu’il n’y a pas eu d’erreur d’appréciation[12].

Il est à noter qu’après quelques années, l’existence même du Parc marin ne déclenche plus les mêmes passions, l’« association de défense et de valorisation des îles et du littoral de la mer d'Iroise » (ADVILI) ayant même fait le choix de participer à son conseil de gestion. L'association ADVILI se considère toujours opposante à la mise en place de cette structure.
- 29 septembre 2010: Le conseil de gestion du parc naturel marin d'Iroise approuve le premier plan de gestion.

## Périmètre et siège

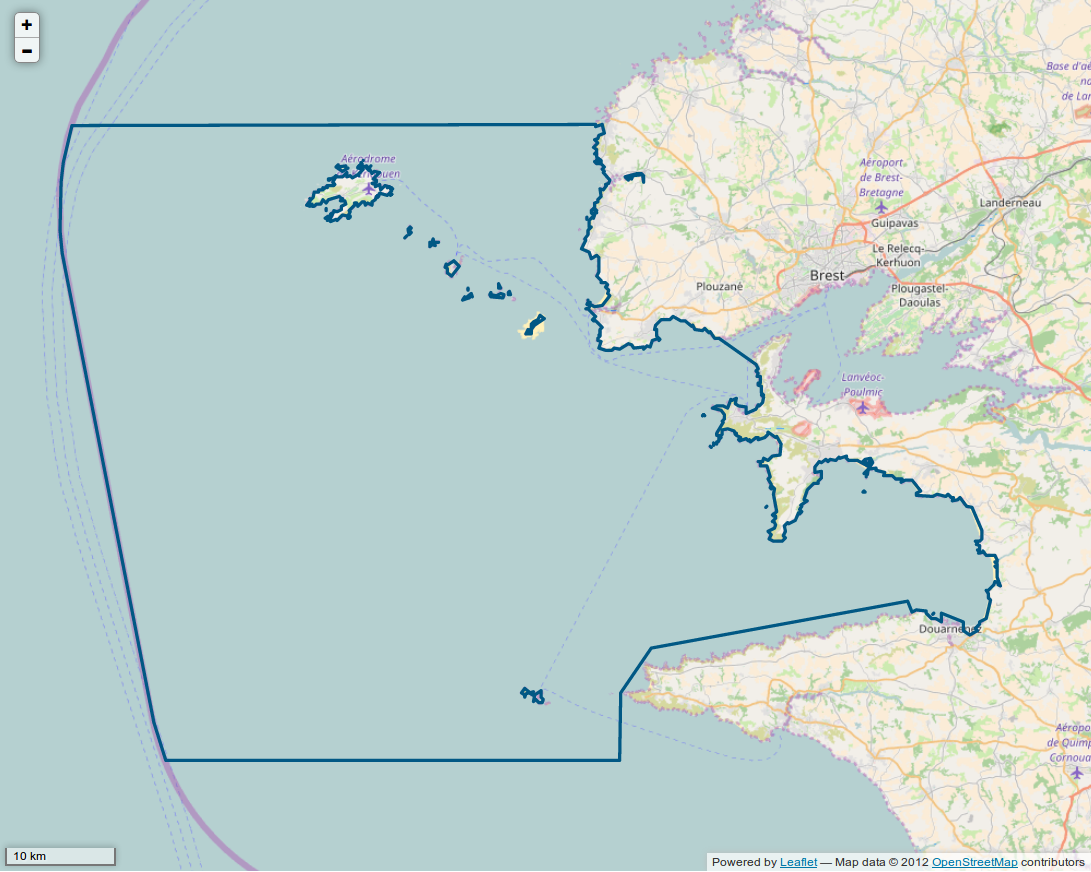
Périmètre du PNM.

Carte de la Mer d'Iroise

Le Parc naturel marin d'Iroise s’étend sur 3 550 km2 de zones immergées entre le parallèle 48°31'N (au Nord de l’île d’Ouessant) et le parallèle 47°59'N (au Sud de l’île de Sein), le trait de côte à l'Est à l'exception de la rade de Brest et la limite des eaux territoriales (12 milles marins) à l'Ouest. Les espaces côtiers et terrestres ne sont donc pas visés par le parc, mais une partie de ceux-ci font partie du Parc naturel régional d'Armorique.
Les communes du Cap Sizun au Sud n'ont pas souhaité intégrer cette zone.
Le siège du parc se trouve au Conquet, dans les locaux qui furent antérieurement ceux de Le Conquet radio.

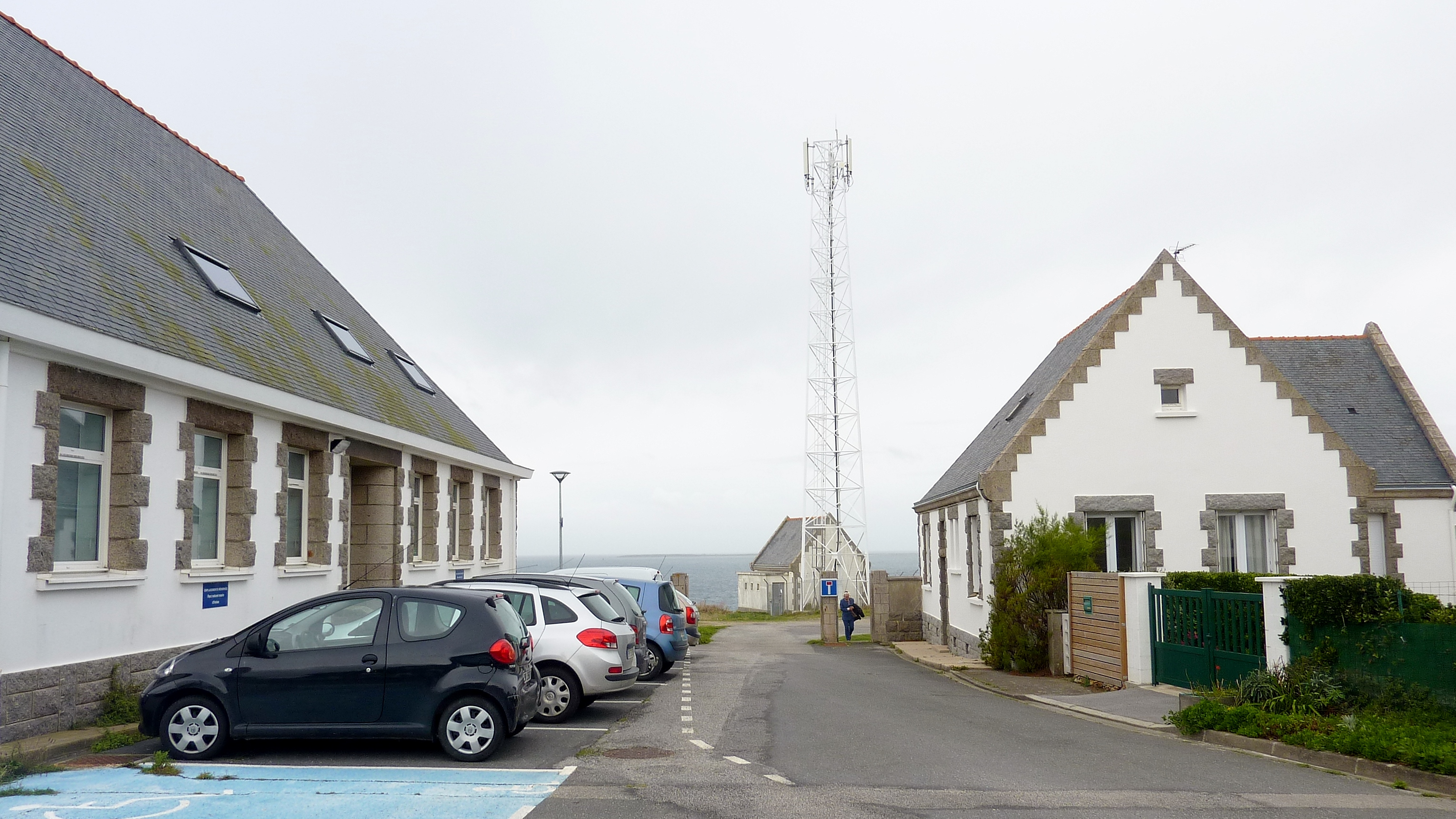
Les bâtiments et l'antenne de "Radio Le Conquet" à la Pointe des Renards (désormais siège du Parc naturel marin d'Iroise).

## Orientations de gestion
Le décret de création du parc fixe dix orientations de gestion pour le parc :
1. Approfondissement et diffusion de la connaissance des écosystèmes marins
2. Maintien en bon état de conservation des populations des espèces protégées, rares ou menacées et de leurs habitats
3. Réduction des pollutions d'origine terrestre ainsi que du risque de pollutions maritimes et portuaires diffuses ou accidentelles
4. Maîtrise des activités d'extraction de matériaux
5. Exploitation durable des ressources halieutiques
6. Soutien de la pêche côtière professionnelle
7. Exploitation durable des champs d'algues
8. Soutien aux activités maritimes sur les îles afin d'y maintenir une population d'habitants permanents
9. Conservation et valorisation du patrimoine paysager, architectural, maritime et archéologique, notamment sous-marin, et des savoir-faire locaux
10. Développement raisonné des activités touristiques, nautiques et de loisirs, compatibles avec la protection des écosystèmes marins.

## Fonctionnement
Le conseil de gestion représente l'État, les collectivités territoriales intéressées, des organisations représentatives des professionnels et des usagers ainsi que des personnalités qualifiées.
Le parc est présidé par Nathalie Sarrabezolles, présidente du conseil départemental du Finistère. Elle a succédé à Pierre Maille, premier président du Parc. Thierry Canteri a été le premier directeur entre 2008 et 2016, après avoir occupé successivement les postes d'adjoint au directeur régional des Affaires maritimes en Haute-Normandie puis en Martinique. Fabien Boileau est le directeur du Parc depuis le 1er février 2016. Il a précédemment occupé les postes d’adjoint au directeur du Parc, adjoint au directeur de la mer en Guyane et coordonnateur de mission de sauvetage au CROSS Etel.

### La Réserve naturelle nationale d'Iroise
La Réserve naturelle nationale d'Iroise est située en plein cœur de l'archipel de Molène ; créée en 1992, elle comprend le domaine terrestre des îles de Banneg, Balaneg et Trielen représentant initialement une superficie d’environ 40 hectares.
Depuis 2022, elle s'étend sur 1 129 ha (dont 1 008 ha de domaine public maritime, incluant l'ensemble des îles et îlots de l'archipel de Molène à l'exception de l'île de Molène, de son Ledenez Vraz et de l'île de Quéménès et son Lédénez.
Depuis le 1er octobre 2016, la "Réserve naturelle nationale d'Iroise" est gérée par le Parc naturel marin d'Iroise. Elle est une zone refuge pour de nombreuses espèces, notamment d'oiseaux (par exemple 80 % des effectifs français d'océanites tempêtes et 25 % de ceux de grands gravelots y nichent et s'y reproduisent. La réserve naturelle abrite aussi des vestiges préhistoriques et des bâtiments datant pour la plupart du XIXe siècle y témoignent d'anciennes activités agricoles et goémonières .

### Relation avec les autres dispositifs de protection et de valorisation
Le parc ne remplace pas les dispositifs de protection et de valorisation antérieurs qui portent sur la mer d'Iroise, mais les complète en développant une gouvernance intégrée. Depuis 2014, il apparait sur la liste verte de l'UICN(Union internationale de conservation de la nature)  des aires protégées les mieux gérées. La partie archipélagique du parc est également reconnue comme réserve de biosphère de l'UNESCO.

### Vidéographie
- Vidéo expliquant une partie du travail du parc marin d'Iroise (ici en Baie de Douarnenez sur les relations entre algues vertes et poissons plats dans leurs nurseries.